# Mandy Moore
Mandy Moore е третият албум на изпълнителката Манди Мур, носещ нейното име. Той излиза, когато тя е на 17 години. Продаден е в над 1 милион копия. Постига добри позиции в класациите през 2001 година: в Австралия – 37-о място, в Нова Зеландия – 39-о, както и 35-а позиция в американската класация Billboard 200.
Четири песни от албума стават сингли: In My Pocket, Crush, Cry, 17/Saturate Me.

## Списък на песните
1. In My Pocket (Randall Barlow, Emilio Estefan, Jr., Liza Quintana, Gian Marco Zignago) – 3:41
2. You Remind Me (P. Aaron, E. Cremonesi, R. Safinia) – 3:34
3. Saturate Me (Barlow, S. Green, Tim Mitchell) – 4:02
4. One Sided Love (Estefan, P. Flores, J. Garza, J. Secada) – 4:05
5. 17 (T. Champman, Shelly Peiken) – 4:00
6. Cry (James Renald) – 3:43
7. Crush (Kenny Gioia, Shep Goodman) – 3:43
8. It Only Took A Minute (Estefan, Mitchell, G. Noriega, J. Secada) – 3:40
9. Turn The Clock Around (J.W. Baxter, David Rice, Nick Trevisick) – 3:45
10. Yo-Yo (Scott Cutler, Anne Preven) – 4:17
11. From Loving You (Diane Warren) – 3:34
12. Split Chick (M. Elizondo, J. Freebairn) – 3:45
13. When I Talk To You (M. Hager, Moore) – 4:23
14. It's Gonna Be Love – 3:55 (бонус в японското издание)

|  | Тази страница частично или изцяло представлява превод на страницата Mandy Moore (album) в Уикипедия на английски. Оригиналният текст, както и този превод, са защитени от Лиценза „Криейтив Комънс – Признание – Споделяне на споделеното“, а за съдържание, създадено преди юни 2009 година – от Лиценза за свободна документация на ГНУ. Прегледайте историята на редакциите на оригиналната страница, както и на преводната страница, за да видите списъка на съавторите. ВАЖНО: Този шаблон се отнася единствено до авторските права върху съдържанието на статията. Добавянето му не отменя изискването да се посочват конкретни източници на твърденията, които да бъдат благонадеждни. |